# Голачеви
Голачеви (пол. Gołaczewy) — село в Польщі, у гміні Вольбром Олькуського повіту Малопольського воєводства.
Населення — 1449 осіб (2011).
У 1975-1998 роках село належало до Катовицького воєводства.

## Демографія
Демографічна структура станом на 31 березня 2011 року:
|          | Загалом | Допрацездатний вік | Працездатний вік | Постпрацездатний вік |
| -------- | ------- | ------------------ | ---------------- | -------------------- |
| Чоловіки | 697     | 125                | 492              | 80                   |
| Жінки    | 752     | 145                | 430              | 177                  |
| Разом    | 1449    | 270                | 922              | 257                  |